# Trichastoma
Trichastoma is een geslacht van zangvogels uit de familie van de Pellorneidae De wetenschappelijke naam van het geslacht is voor het eerst geldig gepubliceerd in 1842 door Edward Blyth. De soorten uit dit geslacht zijn op grond van verwantschaponderzoek verplaatst naar het geslacht Pellorneum.
Vandaar:
- witwangmuistimalia (Pellorneum bicolor synoniem: Trichastoma bicolor)
- witkeelmuistimalia (Pellorneum celebense synoniem: Trichastoma celebense)
- mangrovemuistimalia (Pellorneum rostratum synoniem: Trichastoma rostratum)